# Nestraníci pro jižní Moravu
Nestraníci pro jižní Moravu - www.nestranici2024.cz (zkratka Nestranici2024.cz) je české politické hnutí oficiálně zaregistrované 3. června 2024.

## Vedení hnutí
Předsedou hnutí je od června 2024 Lukáš Gross.

## Účast ve volbách

### Volby do zastupitelstev krajů

#### Rok 2024
Ve volbách do zastupitelstev krajů v roce 2024 hnutí kandiduje do Zastupitelstva Jihomoravského kraje v rámci koalice „NESTRANÍCI PRO JIŽNÍ MORAVU“ (tj. hnutí SOM a Nestranici2024.cz). Lídrem kandidátky je pedagog Petr Kovač.

### Volby do Senátu PČR

#### Rok 2024
Ve volbách do Senátu PČR v roce 2024 je kandidátem hnutí v obvodu č. 56 – Břeclav starosta obce Brumovice Rudolf Kadlec.

## Volební výsledky

### Zastupitelstva krajů
| Volby | Kraj              | Kandidátní listina                                   | Hlasy  | Hlasy | Mandáty | Mandáty |
| Volby | Kraj              | Kandidátní listina                                   | Celkem | %     | Mandáty | Mandáty |
| Volby | Kraj              | Kandidátní listina                                   | Celkem | %     | Zvoleno | ±       |
| ----- | ----------------- | ---------------------------------------------------- | ------ | ----- | ------- | ------- |
| 2024  | Jihomoravský kraj | NESTRANÍCI PRO JIŽNÍ MORAVU (SOM, Nestranici2024.cz) | 4990   | 1,51  | 0       | -       |

### Senát PČR
| Volby | Senátní obvod   | Kandidát      | Volební strana    | Navrhující strana | Politická příslušnost | První kolo | První kolo | Druhé kolo | Druhé kolo |
| Volby | Senátní obvod   | Kandidát      | Volební strana    | Navrhující strana | Politická příslušnost | Hlasy      | Hlasy      | Hlasy      | Hlasy      |
| Volby | Senátní obvod   | Kandidát      | Volební strana    | Navrhující strana | Politická příslušnost | Celkem     | %          | Celkem     | %          |
| ----- | --------------- | ------------- | ----------------- | ----------------- | --------------------- | ---------- | ---------- | ---------- | ---------- |
| 2024  | č. 56 – Břeclav | Rudolf Kadlec | Nestranici2024.cz | Nestranici2024.cz | BEZPP                 | 1819       | 5,55       | -          | -          |